# Charles Auguste Machart
Pour les articles homonymes, voir Machart.
Charles Auguste Machart, né le 24 novembre 1808 à Amiens (Somme) et mort le 21 octobre 1896 à Vesdun (Cher), est un ingénieur des Ponts et Chaussées.

## Biographie
D’après son dossier individuel conservé aux Archives nationales, son prénom usuel est Auguste. Fils d’Edme Firmin Auguste Machart et de Marie Thérèse Victoire Grandin, tous deux natifs d’Amiens, Charles Auguste Machart appartenait à une vieille famille de notables picards. Son père fut avocat en la cour d’appel d’Amiens, et son grand-père, Charles Jean Baptiste Edme Machart, avocat et doyen des avoués du tribunal de première instance de cette même ville. 

## L’ingénieur des chemins de fer du Nord
En novembre 1827, Auguste Machart entre à l’École polytechnique et, deux ans plus tard, à l’École des ponts et chaussées. Le 1er mai 1832 il occupe son premier poste à Saint-Amand-Montrond (Cher), au canal de Berry, mais il retrouve rapidement son département natal comme ingénieur d’arrondissement, d’abord à Péronne (1833-1835), puis à Amiens (1835-1842). De 1842 à 1847, il est affecté à la construction de la ligne de chemin de fer de Paris à Lille dans la traversée du département de la Somme. 
Après un bref passage au service du canal latéral à la Loire avec résidence à Nevers, Auguste Machart est attaché au service du canal de Berry le 1er décembre 1847, à la résidence de Bourges, par suite d’une permutation avec son collègue Paul Mutrécy-Maréchal.

## Le constructeur du canal de la Sauldre
Le 8 juillet 1848, tout en conservant ses fonctions au canal de Berry, Auguste Machart est, par décision ministérielle, « chargé, en qualité d’ingénieur faisant fonction d’ingénieur en chef, de la haute direction du canal de la Sauldre » dont les travaux doivent commencer incessamment, situation régularisée le 28 août de la même année, par une promotion au grade d’ingénieur en chef. Le 1er novembre 1848, également sur décision ministérielle, il cesse de s’occuper du canal de Berry pour se consacrer entièrement à celui de la Sauldre. La fermeture des Ateliers de la Sauldre étant désormais programmée par le ministère, Auguste Machart est, dans cette perspective, remplacé par Pierre-Dominique Bazaine (1809-1893), et « chargé du service spécial des irrigations, dessèchements et usines dans le département du Cher et des études et travaux d’assainissement dans les parties de la Sologne comprises dans le département de Loir-et-Cher et du Loiret », à compter du 1er janvier 1849, avec résidence à Bourges. Bazaine ayant été rappelé à Paris fin juillet 1849, Auguste Machart est chargé à partir du 1er août de l’achèvement de la liquidation du service des Ateliers de la Sauldre. 
Auguste Machart est nommé le 3 juillet 1850 au Service hydraulique du Loiret, avec résidence à Orléans, tout en conservant ses fonctions relatives aux « études de la Sologne », et il abandonne le 1er août suivant le « Service hydraulique du Cher ». Le 5 juillet 1852, conformément au vœu du préfet du Loiret, un décret ministériel réorganise le Service de la Sologne créé en 1848, et le constitue définitivement sous le nom de « Service spécial de la Sologne » comprenant le service hydraulique des parties des départements du Cher, du Loiret et de Loir-et-Cher relatives à la Sologne. Auguste Machart est placé à la tête de ce service, toujours avec résidence à Orléans. La reprise des études et des travaux du canal de la Sauldre ayant été votée le 29 juin 1852, il lui revient désormais de mener à bien cette entreprise, qui ne s’achèvera qu’en 1868. 

## L’inspecteur général des Ponts et Chaussées
Les travaux du canal de la Sauldre achevés, Auguste Machart est nommé inspecteur général par décret impérial en date du 26 mai 1869, avec effet au 1er juin 1869. Il réside alors à Paris, boulevard Saint-Michel. Il est remplacé à la tête du Service spécial de la Sologne par Delacroix, son ancien adjoint dans ce service pendant de longues années, alors en poste à Coulommiers (Seine-et-Marne), et qui décédera peu après avoir pris ses nouvelles fonctions. 
Charles Auguste Machart fut membre de plusieurs sociétés savantes locales (Académie des Sciences, des Lettres et des Arts du département de la Somme, à Amiens, puis Société d’Agriculture, Sciences, Belles-Lettres et Arts d’Orléans). Il appartint également au Comité central agricole de la Sologne, de la fondation de cet organisme en 1859, jusqu’à son décès. Ses publications se limitent à deux brochures, uniquement dans le cadre d’une polémique ouverte par Gabriel Baguenault de Viéville, un de ses collègues de la Société d’Agriculture d’Orléans qui contestait l’utilité d’un canal destiné au marnage de la Sologne que l’ingénieur en chef chargé des études se devait de défendre. Auguste Machart fut un ingénieur de terrain aux « connaissances pratiques pour l’étude et la conduite des grands travaux » note un inspecteur général. 
Auguste Machart avait épousé, le 21 juillet 1835, Cécile Amélie Yel (dite encore Yel de la Cour). Six enfants naquirent de ce mariage. 
À sa retraite, Auguste Machart se retira dans la propriété de sa femme, le château de la Cour, à Vesdun (Cher), où il mourut le 21 octobre 1896.
Sa sœur Pauline Machart avait épousé Eugène-Joseph de Gayffier (d) (°1/9/1806 Roffiac ou Allozier, Cantal - 4/10/1871 Paris, 9e au 6 rue Condorcet, déclaré le 5/10/1871, veuf, cérémonie religieuse à Saint-Vincent de Paul, inhumé à Amiens), X 1826, ingénieur en chef des P&C, concepteur de réseaux ferrés en Espagne et au Portugal, directeur de la Compagnie parisienne du gaz, chevalier de la L.H le 26/4/1844 et de Notre-Dame de la Conception du Portugal

## Généalogie
Charles Auguste appartient à une famille d'ancienne bourgeoisie française dont l'ascendance est connue depuis la fin du XVe siècle. 
Il épouse Cécile Amélie Yel appartenant à une famille aujourd'hui éteinte de la noblesse française.
- Jean MACHART & Marguerite de HAUDRECHIES
  - Nicolas MACHART &1530 Jeanneton de POILLY
    - Nicolas MACHART & Jeanne Le BON
      - Robert MACHART &1585 Marie VINCENT
        - Charles MACHART †1632 &1612 Catherine MOISNEL
          - François MACHART †1677 &1651 Marguerite RICHARD †1694
            - François MACHART †1730 &1685 Agnès BOYAVAL †1734
              - Charles MACHART ca 1700 &1732 Catherine Charlotte DARTIGNY 1701-1774
                - Charles Jean Baptiste MACHART 1739-1819 &1767 Françoise Geneviève DECAISNE 1741-1799
                  - Charles Louis Nicolas MACHART 1769 &1799 Marie Elisabeth Monique BAUDELOCQUE 1773-1813
                    - Edme Firmin MACHART 1776-1853 &1800 Victoire GRANDIN
                      - Charles Auguste MACHART & Cécile Amélie YEL
                        - Alphonse MACHART & Marie MOROCHE
                          - Cécile MACHART & Joseph CHAUVELOT 1875-1950
                            - Monique CHAUVELOT 1908 &1935 Marc de LAAGE de MEUX 1903-1996

## Sources
Presque toutes les informations relatives à la carrière de Charles Auguste Machart proviennent de son dossier individuel administratif (administration des Ponts et Chaussées : Charles Auguste Machart, 24-11-1808 ; Archives nationales, F/14/2272/2). Ce dossier contient également des renseignements d’ordre familial qui ont été ignorés ici. 
La collection de l’Almanach du Loiret (années 1851 à 1870) apporte quelques informations sur le Service spécial de la Sologne. 
Sources complémentaires ponctuelles : 
- Ambroise Fourcy, Histoire de l’Ecole polytechnique, p. 475 (Promotion 1827).
- Édouard de Laage de Meux, M. de Saint-Venant et le Service spécial des ingénieurs des Ponts et Chaussées en Sologne, Orléans, Michau, 1892, p. 23.

- Almanach national, 1852, p. 172 « Sologne. Etudes d’assainissement et d’irrigation de la Sologne ».
- Annales du Comité central agricole de la Sologne (années 1859 à 1897).
- Annuaire historique universel, 1847, p. 64, § Ordre Royal de la Légion d’honneur (Nomination au grade de chevalier de la Légion d’honneur le 12 juin 1847).
- Mémoires de la Société d’Agriculture, Sciences, Belles-Lettres et Arts d’Orléans, t. XXIX, 1er et 2e trim. 1889, p. 11.
- Semaine religieuse du diocèse de Bourges, 14 novembre 1896, p. 896-897- Nécrologie : M. Machart.